# VC Atak'55
VC Atak'55 is een volleybalvereniging uit Waspik, die is opgericht op 15 november 1955 door een vriendenclub. De eerste trainer was Harrie Urbaniak. 